# Đội Cấn, thành phố Tuyên Quang
Đội Cấn là một phường thuộc thành phố Tuyên Quang, tỉnh Tuyên Quang, Việt Nam.

## Địa lý
Phường Đội Cấn nằm ở phía nam thành phố Tuyên Quang, có vị trí địa lý:
- Phía đông giáp huyện Sơn Dương
- Phía tây và phía nam giáp huyện Yên Sơn
- Phía bắc giáp xã Thái Long.

Phường Đội Cấn có diện tích 34 km², dân số năm 2022 là 14.373 người, mật độ dân số đạt 422 người/km².

## Hành chính
Phường Đội Cấn có 15 tổ dân phố: 1, 2, 3, 4, 5, 6, 7, 8, 9, 10, 11, 12, 13, 14, 15, 16, 17, 18, 19, 20, 21, 22, 23, 24.

## Lịch sử
Phường Đội Cấn trước đây vốn là thị trấn Tân Bình và xã Đội Cấn thuộc huyện Yên Sơn.
Ngày 27 tháng 12 năm 1975, Quốc hội ban hành Nghị quyết về việc thành lập tỉnh Hà Tuyên trên cơ sở tỉnh Tuyên Quang và tỉnh Hà Giang. Khi đó, xã Đội Cấn thuộc huyện Yên Sơn, tỉnh Hà Tuyên.
Ngày 16 tháng 1 năm 1979, Hội đồng Chính phủ ban hành Quyết định số 20-CP về việc thành lập thị trấn Tân Bình thuộc huyện Yên Sơn.
Ngày 12 tháng 8 năm 1991, Quốc hội ban hành Nghị quyết về việc chia tỉnh Hà Tuyên thành tỉnh Tuyên Quang và tỉnh Hà Giang. Khi đó, thị trấn Tân Bình và xã Đội Cấn thuộc huyện Yên Sơn, tỉnh Tuyên Quang.
Ngày 15 tháng 7 năm 1999, Chính phủ ban hành Nghị định số 56/1999/NĐ-CP về việc sáp nhập một phần dân cư của thị trấn nông trường Sông Lô vào xã Đội Cấn và thị trấn Tân Bình.
Ngày 3 tháng 9 năm 2008, Chính phủ ban hành Nghị định số 99/2008/NĐ-CP về việc sáp nhập xã Đội Cấn thuộc huyện Yên Sơn vào thị xã Tuyên Quang.
Ngày 2 tháng 7 năm 2010, Chính phủ ban hành Nghị quyết số 27/NQ-CP về việc thành lập thành phố Tuyên Quang thuộc tỉnh Tuyên Quang. Xã Đội Cấn trực thuộc thành phố Tuyên Quang.
Tính đến ngày 31 tháng 12 năm 2010:
- Xã Đội Cấn có 20 thôn: 1, 2, 3, 4, 6, 7, 8, 9, 11, 18, Khe Cua 1, Khe Cua 2, Xá Ngoại, Xá Nội, Kỳ Lãm 1, Kỳ Lãm 2, Tân Tạo, Cây Khế, Vôi Thủy, Khe Xoan.[11]
- Thị trấn Tân Bình có 11 tổ dân phố: 1, 2, 3, 4, 5, 6, 7, 8, 9, 10, 11.[12]

Ngày 19 tháng 3 năm 2019, HĐND tỉnh Tuyên Quang ban hành Nghị quyết số 02/NQ-HĐND về việc:
1. Thị trấn Tân Bình
- Sáp nhập tổ dân phố 2 vào tổ dân phố 1.
- Sáp nhập tổ dân phố 10 vào tổ dân phố 7.

Thị trấn Tân Bình có 9 tổ dân phố: 1, 3, 4, 5, 6, 7, 8, 9, 11.
2. Xã Đội Cấn
- Thành lập Thôn 1 trên cơ sở thôn Xá Ngoại và thôn Tân Tạo.
- Thành lập Thôn 2 trên cơ sở Thôn 9 và Thôn 4.
- Thành lập Thôn 3 trên cơ sở thôn Xá Nội.
- Thành lập Thôn 4 trên cơ sở thôn Khe Xoan.
- Thành lập Thôn 5 trên cơ sở thôn Khe Cua 2.
- Thành lập Thôn 6 trên cơ sở thôn Khe Cua 1.
- Thành lập Thôn 7 trên cơ sở thôn Kỳ Lãm 1.
- Thành lập Thôn 8 trên cơ sở Thôn 11 và thôn Kỳ Lãm 2.
- Thành lập Thôn 9 trên cơ sở Thôn 7 và Thôn 8.
- Thành lập Thôn 10 trên cơ sở Thôn 6.
- Thành lập Thôn 11 trên cơ sở thôn Cây Khế.
- Thành lập Thôn 12 trên cơ sở Thôn 18 và thôn Vôi Thủy.
- Thành lập Thôn 13 trên cơ sở Thôn 1.
- Thành lập Thôn 14 trên cơ sở Thôn 2.
- Thành lập Thôn 15 trên cơ sở Thôn 3.

Xã Đội Cấn có 15 thôn: 1, 2, 3, 4, 5, 6, 7, 8, 9, 10, 11, 12, 13, 14, 15.
Trước khi sáp nhập, thị trấn Tân Bình có diện tích 8,04 km², dân số là 6.111 người, mật độ dân số đạt 760 người/km². Xã Đội Cấn có diện tích 25,96 km², dân số là 11.420 người, mật độ dân số đạt 440 người/km².
Ngày 21 tháng 11 năm 2019, Ủy ban Thường vụ Quốc hội ban hành Nghị quyết số 816/NQ-UBTVQH14 về việc sắp xếp các đơn vị hành chính cấp huyện, cấp xã thuộc tỉnh Tuyên Quang (nghị quyết có hiệu lực từ ngày 1 tháng 1 năm 2020). Theo đó:
- Sáp nhập thị trấn Tân Bình thuộc huyện Yên Sơn vào thành phố Tuyên Quang quản lý.
- Thành lập phường Đội Cấn trên cơ sở toàn bộ 8,04 km² diện tích tự nhiên, 6.111 người của thị trấn Tân Bình và toàn bộ 25,96 km² diện tích tự nhiên, 11.420 người của xã Đội Cấn.

Sau khi thành lập, phường Đội Cấn có 34,00 km² diện tích tự nhiên và quy mô dân số 17.531 người.
Ngày 4 tháng 4 năm 2020, UBND tỉnh Tuyên Quang ban hành Quyết định số 307/QĐ-UBND về việc:
- Chuyển Thôn 1 thành tổ dân phố 1.
- Chuyển Thôn 2 thành tổ dân phố 2.
- Chuyển Thôn 3 thành tổ dân phố 3.
- Chuyển Thôn 4 thành tổ dân phố 4.
- Chuyển Thôn 5 thành tổ dân phố 5.
- Chuyển Thôn 6 thành tổ dân phố 6.
- Chuyển Thôn 7 thành tổ dân phố 7.
- Chuyển Thôn 8 thành tổ dân phố 8.
- Chuyển Thôn 9 thành tổ dân phố 9.
- Chuyển Thôn 10 thành tổ dân phố 10.
- Chuyển Thôn 11 thành tổ dân phố 11.
- Chuyển Thôn 12 thành tổ dân phố 12.
- Chuyển Thôn 13 thành tổ dân phố 13.
- Chuyển Thôn 14 thành tổ dân phố 14.
- Chuyển Thôn 15 thành tổ dân phố 15.

Phường Đội Cấn có 15 tổ dân phố: 1, 2, 3, 4, 5, 6, 7, 8, 9, 10, 11, 12, 13, 14, 15.
Ngày 5 tháng 9 năm 2020, HĐND tỉnh Tuyên Quang ban hành Nghị quyết số 34/NQ-HĐND về việc:
- Thành lập tổ dân phố 16 trên cơ sở tổ dân phố 6.
- Thành lập tổ dân phố 17 trên cơ sở tổ dân phố 3.
- Thành lập tổ dân phố 18 trên cơ sở tổ dân phố 11.
- Thành lập tổ dân phố 19 trên cơ sở tổ dân phố 1.
- Thành lập tổ dân phố 20 trên cơ sở tổ dân phố 4.
- Thành lập tổ dân phố 21 trên cơ sở tổ dân phố 5.
- Thành lập tổ dân phố 22 trên cơ sở tổ dân phố 7.
- Thành lập tổ dân phố 23 trên cơ sở tổ dân phố 8.
- Thành lập tổ dân phố 24 trên cơ sở tổ dân phố 9.

Phường Đội Cấn có 24 tổ dân phố: 1, 2, 3, 4, 5, 6, 7, 8, 9, 10, 11, 12, 13, 14, 15, 16, 17, 18, 19, 20, 21, 22, 23, 24.

## Văn hóa
Di tích Đình làng Minh Cầm thờ 2 vị tướng thời Hùng Vương là thần Quý Minh và thần Cao Sơn. Thế kỷ X, thời Đinh Tiên Hoàng, hàng năm vào tháng giêng, nhà vua xa giá từ kinh đô Hoa Lư về đây làm lễ thể hiện sự linh ứng của hai ông. 
Do trước đây Vua Đinh bị vây hãm ở chùa, hai vị thần đã hiển linh phù trợ và giải thoát được. Từ đấy trở đi vua và dân làng vẫn thường tới đây tế lễ.